# أولاد يو سف (الفضالات)
أولاد يو سف هو دُوَّار يقع بجماعة فضالات، إقليم بنسليمان، جهة الدار البيضاء سطات في المملكة المغربية. ينتمي الدوّار لمشيخة الفضالات التي تضم 3 دواوير. يقدر عدد سكانه بـ 590 نسمة حسب الإحصاء الرسمي للسكان والسكنى لسنة 2004.

## روابط خارجية
- البوابة الوطنية للجماعات الترابية
- المندوبية السامية للتخطيط